# Daniel Dutuel
Daniel Dutuel (Bòrt (Corresa), França, 26 de desembre de 1967) és un futbolista francès, ja retirat.

## Trajectòria
Es va formar a les files de l'AJ Auxerre, on va integrar part de la famosa Generació de 1986, que va guanyar la Copa Gambardella, de 1986, amb noms com Eric Cantona o Basile Boli. Però, Dutuel no va reeixir tant com altres companys i va trigar més a fer-se un lloc titular en l'Auxerre.
El 1993, deu anys després de romandre-hi, deixà l'Auxerre i passà a l'Olympique de Marsella, on només hi estigué una temporada abans de fitxar pel Girondins de Bordeus, equip amb el qual arribà a la final de la Copa de la UEFA de 1996. Dutuel va marcar l'únic gol en el doble partit contra el Bayern de Múnic.
Eixe any deixà la Ligue 1 i es traslladà a la veïna primera divisió espanyola, a les files del Celta de Vigo, en plena efervescència de fitxatges europeus atesa la Llei Bosman. Estaria dos anys a Vigo, fins a la temporada 98/99, quan passà a militar al Reial Valladolid.
En l'estiu del 1999 s'incorporà a l'AC Bellinzona suís, i un any després, al RC París, on també romandria un any abans de retirar-se el 2001.